# عذراء الرحمة

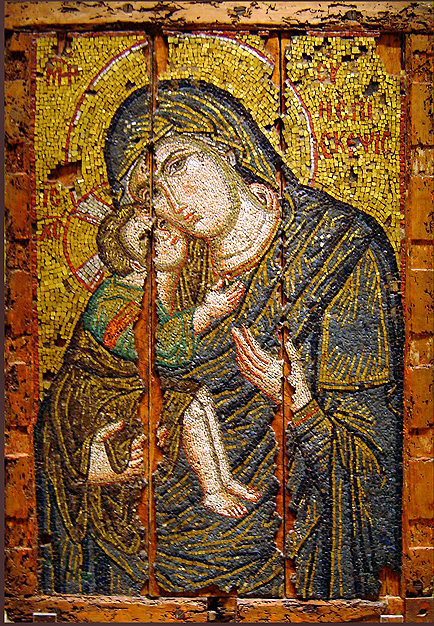
فسيفساء إليوسا بيزنطية من القرن الثالث عشر، أثينا

عذراء الرحمة (أو إليوسا) ((باليونانية: Ἐλεούσα)‏ - عذراء الحنان والرحمة) هو نوع من تصوير مريم العذراء في أيقونات يكون فيها الطفل يسوع على خدها. غالبًا ما يُعرف النوع في الكنيسة الغربية باسم عذراء الرِّقة.

## تصوير
كُرّمت هذه الأيقونة في الكنيسة الشرقية لعدة قرون. فيما عُثر على أيقونات مماثلة لعذراء الرقة في الكنيسة الغربية حيث تسمى عذراء الرِّقة أو عذراء إليوسا. بحلول القرن التاسع عشر الميلادي، انتشرت أمثلة مثل سيدة الملاذ (على سبيل المثال بواسطة لويجي كروسيو).

## المعرض

### أيقونات عذراء الرحمة

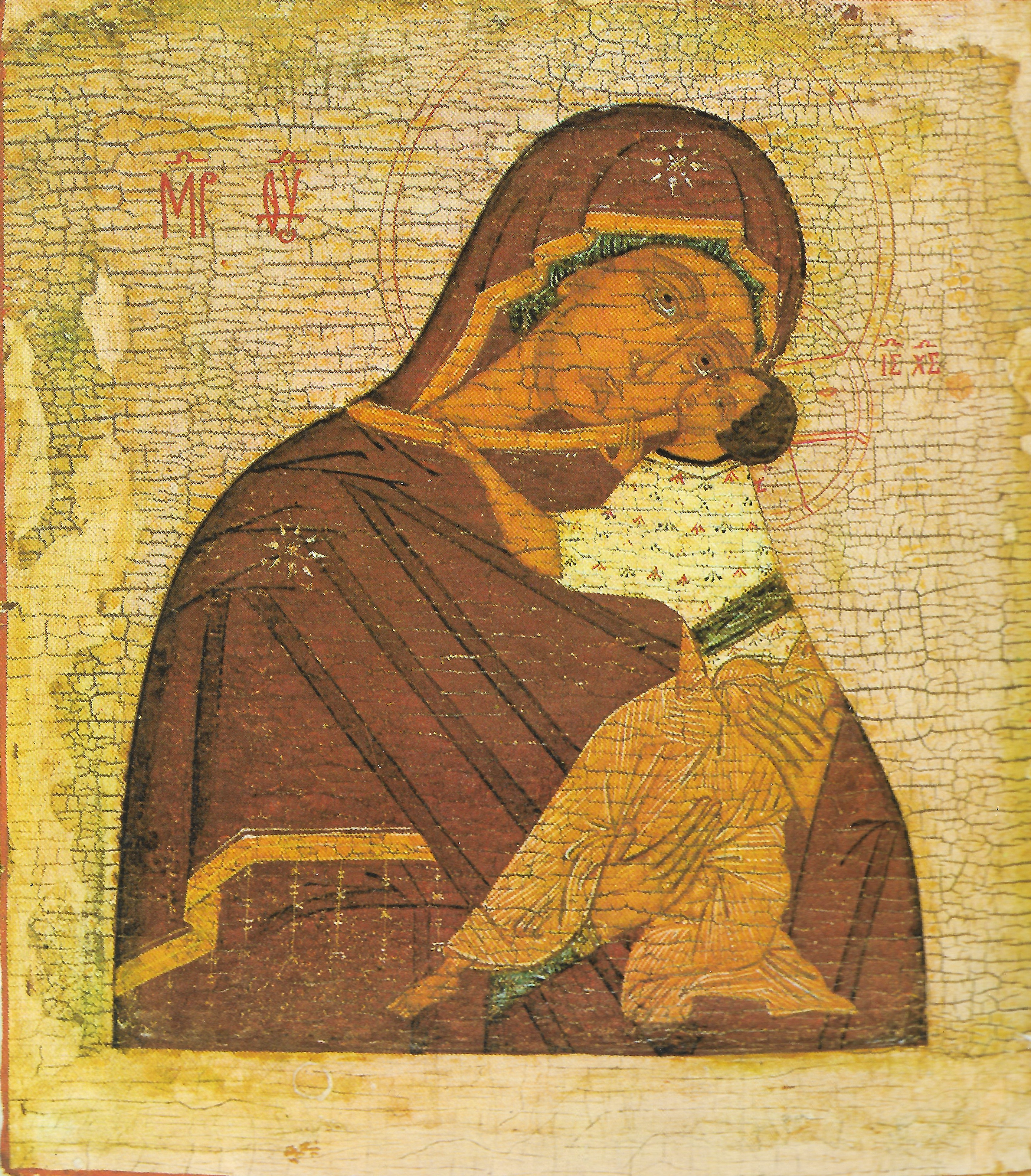
عذراء الحنان في معرض تريتياكوف في موسكو، روسيا.
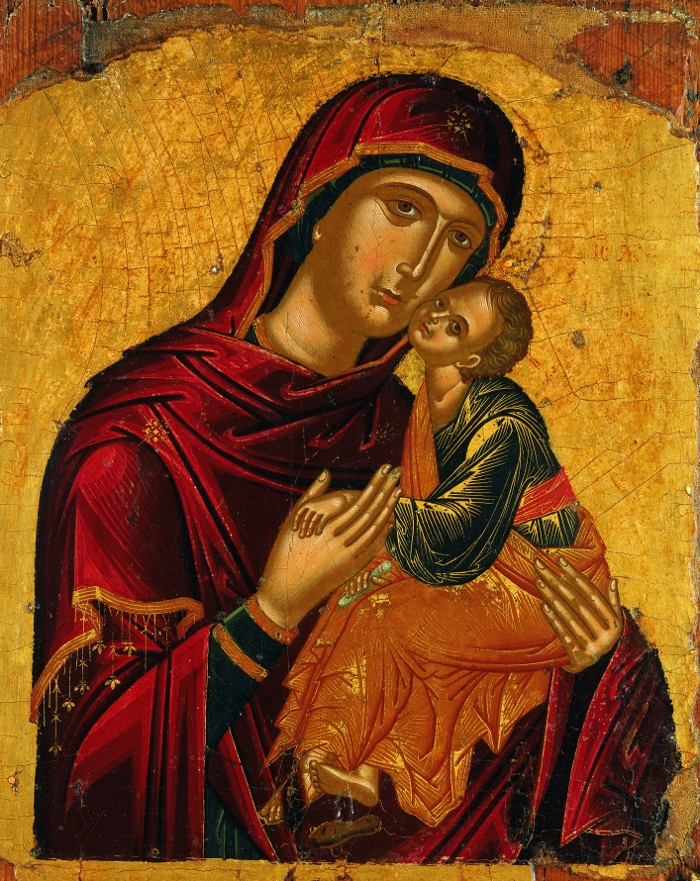
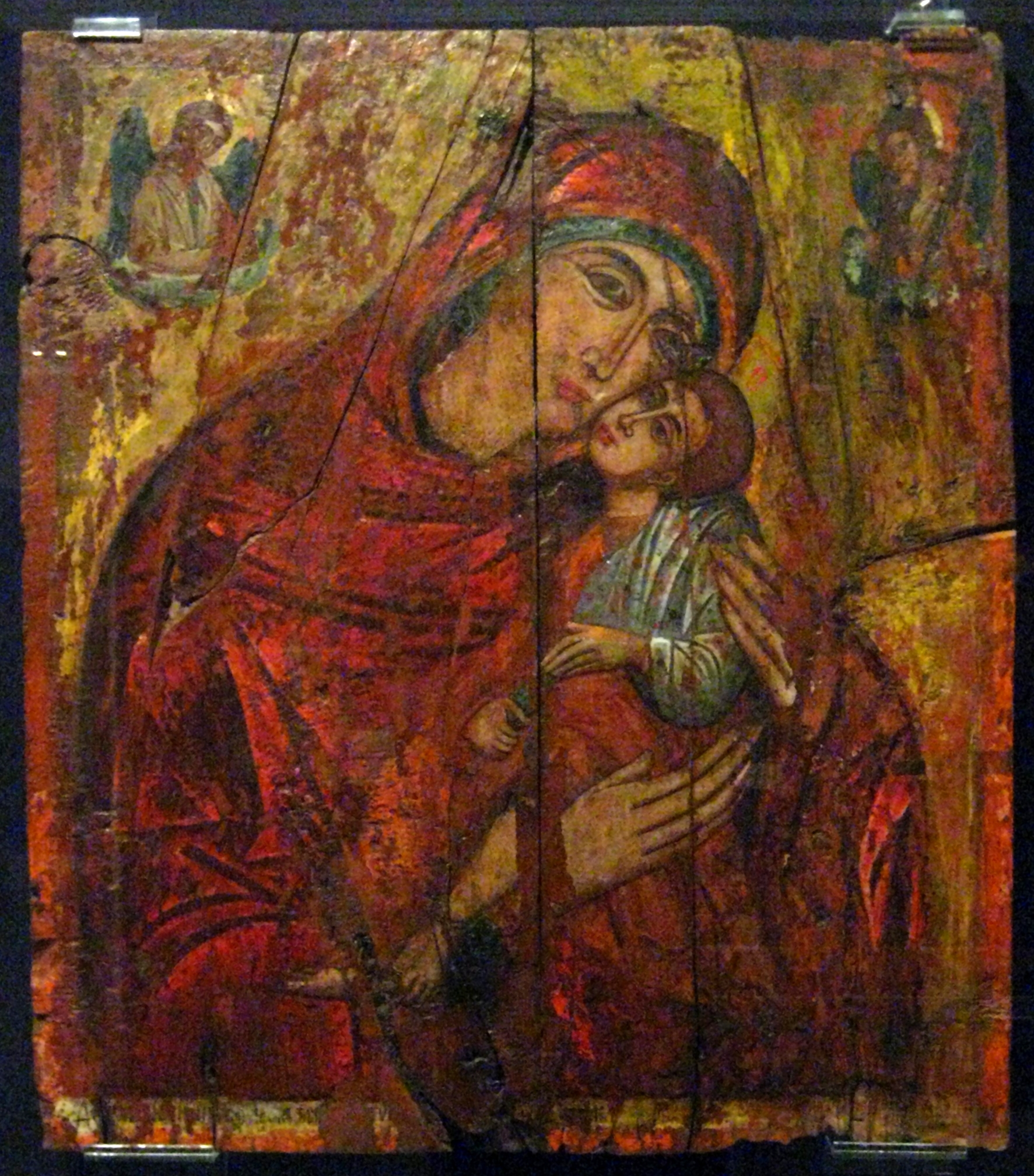
عذراء إليوسا من مجموعة في اليونان.
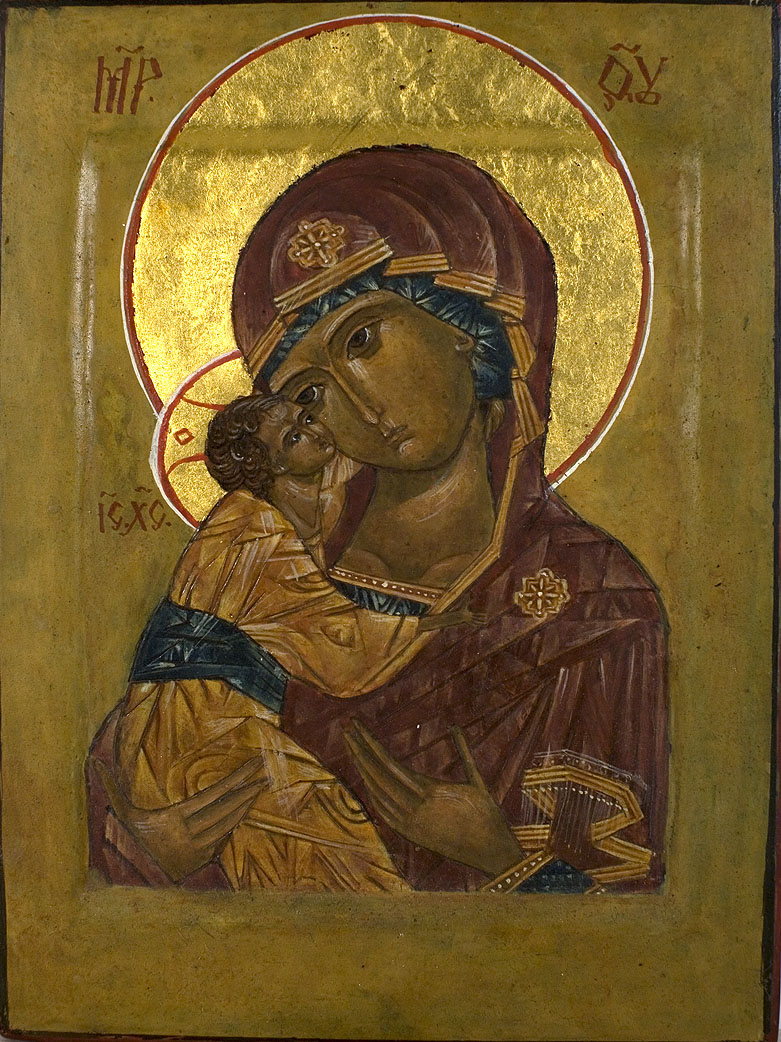
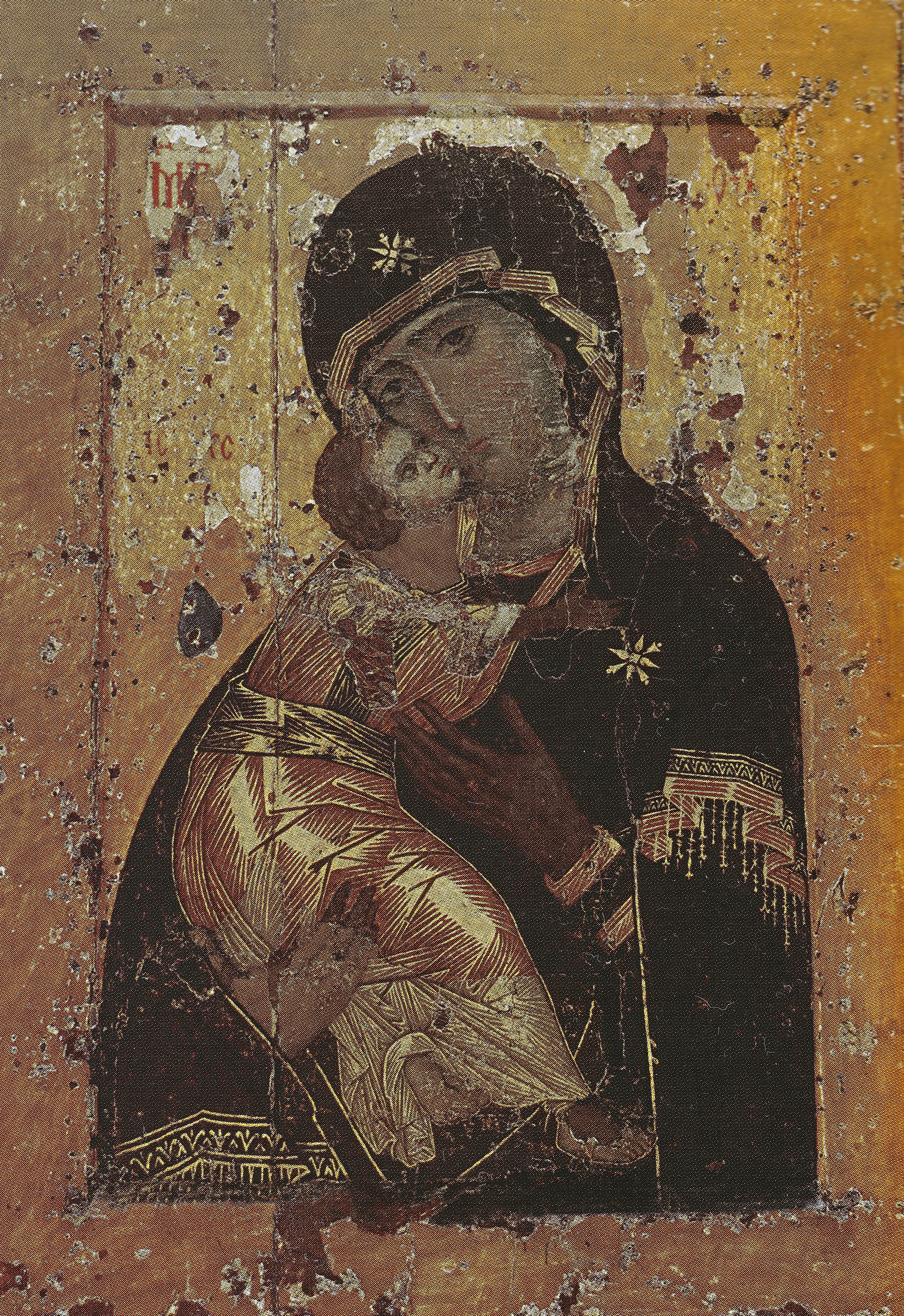
عذراء فلاديمير.

## روابط خارجية
- بيزنطة: الإيمان والقوة (1261-1557) ، كتالوج معرض من متحف المتروبوليتان للفنون (متاح بالكامل على الإنترنت بصيغة PDF) ، والذي يحتوي على مواد عن أيقونات إليوسا